# Czarnystok (województwo lubelskie)
Czarnystok – wieś w Polsce, położona w województwie lubelskim, w powiecie zamojskim, w gminie Radecznica.
W latach 1954–1959 wieś należała i była siedzibą władz gromady Czarnystok, po jej zniesieniu w gromadzie Gorajec-Stara Wieś. W latach 1975–1998 miejscowość administracyjnie należała do województwa zamojskiego.
Wieś jest sołectwem w gminie Radecznica. Według Narodowego Spisu Powszechnego z roku 2011 wieś liczyła 706 mieszkańców.
Wierni Kościoła rzymskokatolickiego należą do parafii św. Jana Chrzciciela w Trzęsinach.

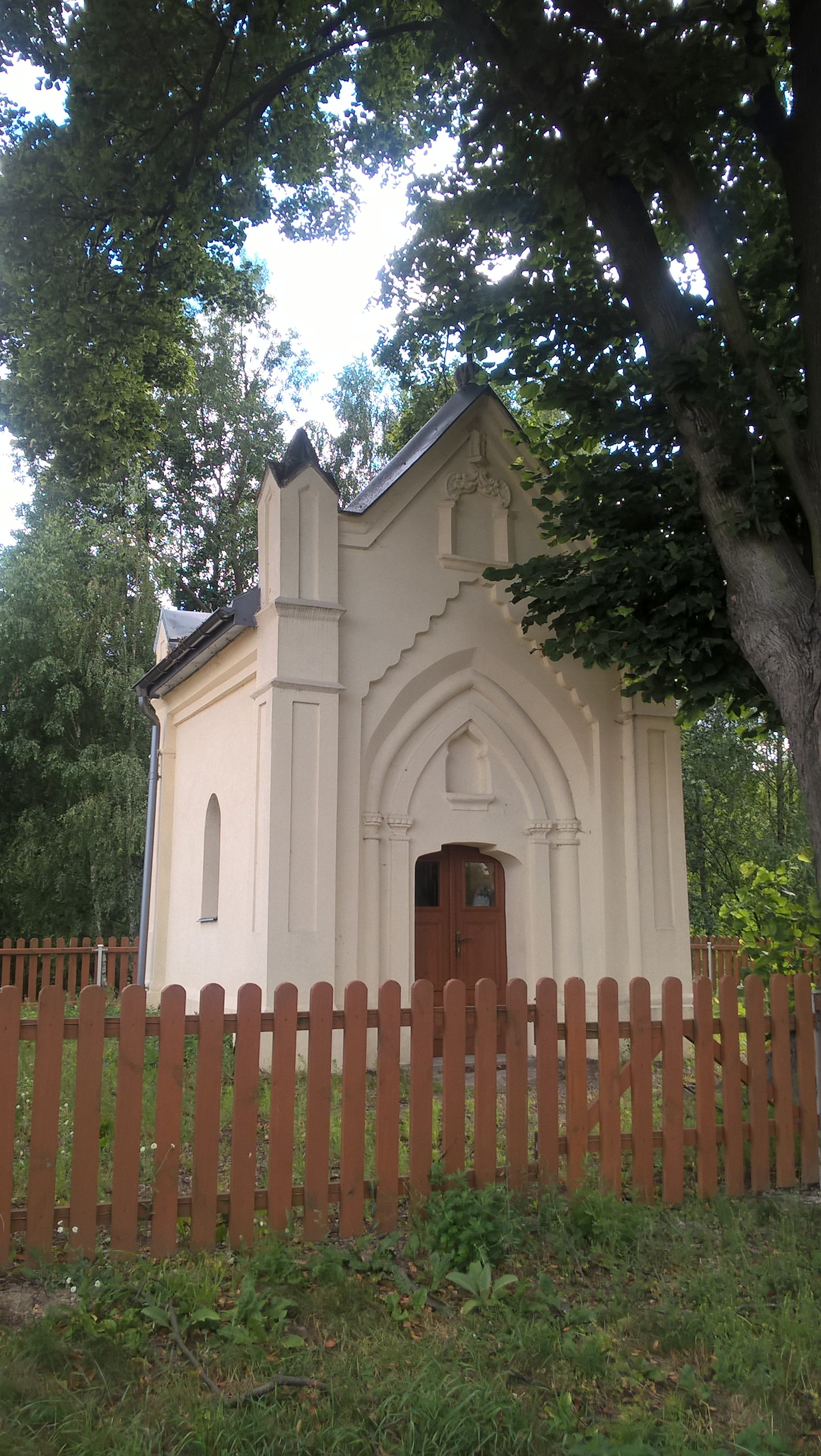
Zabytkowa kaplica

| SIMC    | Nazwa   | Rodzaj    |
| ------- | ------- | --------- |
| 0897065 | Dołek   | część wsi |
| 1026527 | Goraj   | część wsi |
| 0897071 | Kotówki | część wsi |
| 0897088 | Ruś     | część wsi |

## Historia
W źródłach od 1564 r. wieś należała wówczas do rodu Latyczyńskich. Od nich w 1603 roku część wsi nabył Jan Zamoyski i włączył do ordynacji.
W XVIII i XIX w. cała już wieś należała do gorajeckiego klucza ordynackiego. W XVIII stuleciu żona ówczesnego dzierżawcy wsi – Młodecka, na wieść o tym, że chłopi tutejsi zanieśli na nią suplikę do Zamościa, do ordynata, kazała złapać kilku chłopów i okrutnie ich obić, przy czym całej wsi oświadczyła, że „...jeszcze was lat 3 trzymać będę i choć was pozabijam, to się jm. pana ordynata o to nie boję...”. Natomiast sam dzierżawca Młodecki zagroził chłopom, iż zabije każdego, kto będzie się skarżył na niego.
Według spisu z 1827 roku wieś liczyła 100 domostw, zamieszkałych przez 662 chłopów, natomiast według spisu z 1921 r. – 174 domy oraz 981 mieszkańców, w tym 10 żydów i 14 prawosławnych.